# Taggia
Taggia este un oraș în regiunea Liguria, Italia.

## Personalități legate de Taggia
- Pasquale Anfossi, compozitor și violonist

Poziția în provincia Imperia

## Demografie
Taggia - evoluția demografică

|  | Graficele sunt indisponibile din cauza unor probleme tehnice. Mai multe informații se găsesc la Phabricator și la wiki-ul MediaWiki. |

Date: Recensăminte sau birourile de statistică - grafică realizată de Wikipedia